# Petra Čumplová
Petra Čumplová (tras su matrimonio Petra Kheková, Praga, 7 de mayo de 1973) es una ex jugadora de balonmano checa que jugaba de extremo izquierdo y que pertenece al Salón de la Fama.

## Trayectoria
Empujada por sus padres, árbitro y entrenadora de balonmano para el Slavia de Praga, Petra empezó en las canchas desde muy pequeña. 

### Clubes
Su primer equipo fue el DHC Slavia Praga, para dar el salto al Eintracht Minden. Jugó con el TV 05 Mainzlar, Bayer Leverkusen, con el que jugó competición europea, Neustadt in Sachsen y, en 2014, tras su retiro, se instaló definitivamente en Tatran Střešovice, donde todavía juega con las veteranas del club.
Jugó con el número 15 casi toda su carrera (en el Neustadt jugó con el 30) esta extremo izquierda, de gran velocidad, una puntería envidiable y un lanzamiento desde los siete metros casi infalible (promedió más de 7 goles por partido) se ganó el derecho de pertenecer al Salón de la Fama por su carrera y su trabajo.
En el Neustadt, un equipo que no jugaba en la Bundesliga, sino en una de sus ligas inferiores, Petra cambió su posición en el campo al central.

#### Clubes
- –1995: DHC Slavia Praga
- 1995–96: Eintracht Minden
- 1997–00: TV 05 Maguncia
- 2000–04: Bayer Leverkusen[5]
- 2004–06: Neustadt[7]

### Selección
Con 206 convocatorias nacionales, participó con su selección en cinco Campeonatos del Mundo y dos veces en el Campeonato de Europa. Se despidió de la camiseta checa el 6 de junio de 2004, tras el campeonato del Mundo de 2003, su último gran torneo internacional donde brilló con un promedio altísimo.

#### Balonmano playa
También participó como jugadora de balonmano playa con el equipo nacional checo en el tercer Campeonato de Europa de Balonmano Playa celebrado en Antalya, Turquía.

## Títulos y galardones
- 1 x Liga Checolosvaquia
- 2 x Liga Checa
- 2 x Copa Checa.
- 1 x Copa de Alemania

#### Galardones individuales
- Jugadora del Salón de la Fama de Balonmano[9]
- 3 x nominado a la Selección Europea
- 1 x nominado a la Selección Mundial
- 3 x mejor jugador de balonmano de la República Checa (1991, 1998, 1999)

## Vida
Terminó la carrera de derecho y, tras su retiro del balonmano, Petra se hizo cargo del bufete de abogados de su madre, Olga Preclíková. Sus hijos son Christopher Khekova y Peter Khekova, ambos jugadores de balonmano.